# Santa Fe de Mondújar
Santa Fe de Mondújar és un municipi de la província d'Almeria, Andalusia. En l'any 2007, tenia 494 habitants. La seva extensió superficial és de 35 km² i té una densitat de 14,1 hab/km². Està situada a una altitud de 233 metres i a 22 quilòmetres de la capital de província, Almeria.

## Demografia
| 1996 | 1998 | 1999 | 2000 | 2001 | 2002 | 2003 | 2004 | 2005 | 2007 |
| ---- | ---- | ---- | ---- | ---- | ---- | ---- | ---- | ---- | ---- |
| 411  | 412  | 414  | 473  | 458  | 456  | 437  | 433  | 437  | 520  |